# 7171 Arthurkraus
A 7171 Arthurkraus (ideiglenes jelöléssel 1988 AT1) a Naprendszer kisbolygóövében található aszteroida. Antonín Mrkos fedezte fel 1988. január 13-án.